# Lee Ziemba
Lee Ziemba (Albany, 29 marzo 1989) è un giocatore di football americano statunitense che gioca nel ruolo di offensive tackle per gli Indianapolis Colts della National Football League (NFL). Fu scelto nel corso del settimo giro (244º assoluto) del Draft NFL 2011 dai Carolina Panthers. Al college ha giocato a football alla Auburn University dove vinse il titolo nazionale e fu premiato come All-America.

## Carriera professionistica

### Carolina Panthers
Ziemba fu scelto nel corso del giro del Draft 2011 dai Carolina Panthers dove ritrovò il suo ex compagno negli Auburn Tigers Cam Newton. Nella sua stagione da rookie disputò sei partite, nessuna delle quali come titolare.

### Indianapolis Colts
Dopo essere stato svincolato dai Panthers, Ziemba firmò con gli Indianapolis Colts. Nella stagione 2012 non scese mai in campo.

## Vittorie e premi
Nessuno

## Statistiche
| Partite totali             | 6 |
| Partite totali da titolare | 0 |

Statistiche aggiornate alla stagione 2012